# 리툭히엔
리툭히엔(베트남어: Lý Thúc Hiến / 李叔獻 리숙헌, ? ~ ?)은 제1차 중국의 베트남 지배 시기의 인물이다.

## 생애
리툭히엔은 교주행주사(交州行州事) 리쯔엉년의 사촌동생이다. 리쯔엉년이 죽은 뒤 영주사(領州事)를 대신하였으나, 호령(號令)이 시행되지 않자 송나라 조정에 자신을 교주자사(交州刺史)로 임명해 줄 것을 요구하였고, 즉시 이를 근거로 조정의 지지를 얻었다고 주장하여 교주의 인심을 얻었다. 그런데 송나라가 이를 거절하고 남해태수(南海太守) 심환(沈渙)을 교주자사(交州刺史), 영원군사마(寧遠軍司馬), 무평(武平) 및 신창(新昌) 두 군(郡)의 태수(太守)로 임명하자, 리툭히엔은 매우 불만을 품고 병사를 일으켜 요새를 지키게 하여 심환의 입경을 금지하였다. 심환은 울림군(鬱林郡)에 체류하다가 병사하였고, 송나라는 결국 리툭히엔을 교주자사로 임명하였다.
남제 영명 2년(485년), 무제가 리툭히엔이 조공하기를 거절했다는 이유로 대사농(大司農) 유해(劉楷)를 교주자사로 임명한 뒤 남강(南康), 노릉(廬陵), 시흥(始興)의 병사를 일으켜 리툭히엔을 토벌하였다. 리툭히엔은 사신을 보내 24 대(隊)의 순은(純銀) 두무(兜鍪)와 공작이(孔雀毦)를 바쳤고, 철군을 요청하였으나 무제는 이를 거절하였다. 리툭히엔은 매우 두려워하여 상주(湘州)로부터 직접 남제의 수도로 가서 사면받기를 요청하였다.